# 小說家
小說作家，通常又略作小說家，指写作小说的人。

## 中國的小說家
在古代中國，尤其在春秋戰國時代，小說家為諸子百家中的其中一家，《漢書．藝文志》曰：「小說家者流，蓋出於稗官；街談巷語，道聽途說者之所造也。」意即小說家所做的事以記錄民間街談巷語，並呈報上級等為主，然而小說家雖然自成一家，但被視為不入流者，故有九流十家之說。後來，小說慢慢函蓋其他誌怪、傳奇、雜錄等的文字作品，意思漸漸接近英文  或者  的意思。可惜早期的小說文類，多沒有作者的名字記載。
一直到明清期間，由於說書人、戲曲流行於中國各地，各式章回小說在民間極其風行，加上印刷術發達，小說的筆名也被印在書本之上，因此小說的作者也就相對容易查考。
新文化運動以來的白話文小說視為「現代小說」。華文的現代小說既受歐美、俄國、日本現代小說影響，類型也慢慢參考外國的小說類型。

## 參看
- 作家
- 小說家 (哲學)
- 小说家列表
- 小说